# 수리남의 구

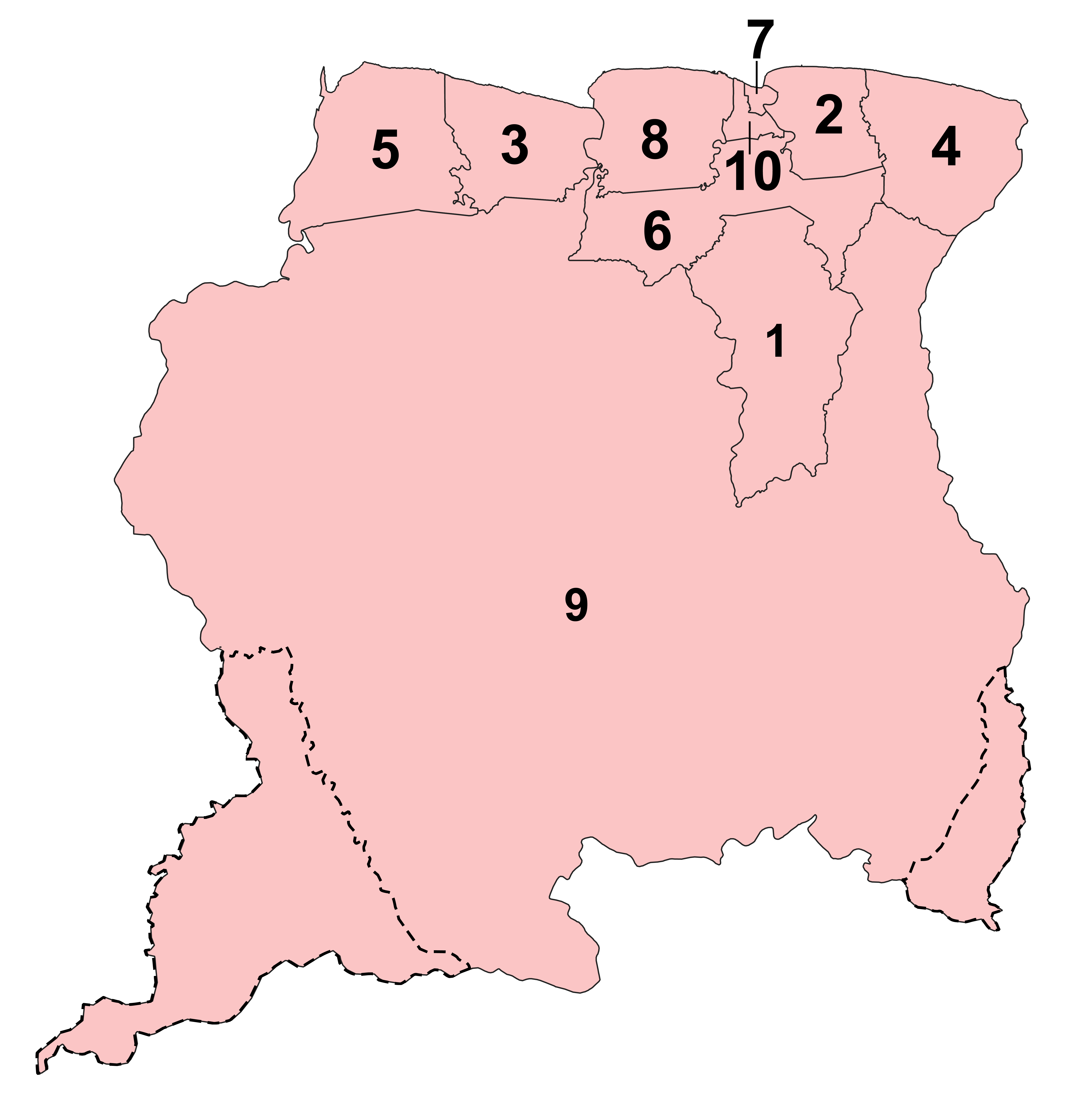
수리남의 행정 구역

수리남은 10개 구로 구성되어 있다.
1. 브로코폰도구 (Brokopondo)
2. 코메베이너구 (Commewijne)
3. 코로니구 (Coronie)
4. 마로베이너구 (Marowijne)
5. 니케리구 (Nickerie)
6. 파라구 (Para)
7. 파라마리보구 (Paramaribo)
8. 사라마카구 (Saramacca)
9. 시팔리비니구 (Sipaliwini)
10. 바니카구 (Wanica)